# Füchse Berlin
| Füchse Berlin       | Füchse Berlin                       |
| ------------------- | ----------------------------------- |
| Nadimak:            |                                     |
| Osnovan:            | 1891.                               |
| Boje kluba:         | zeleno-crveno                       |
| Trener:             | Velimir Petković                    |
| Dvorana:            | Max-Schmeling-Halle                 |
| Sjedećih mjesta:    | 8.500                               |
| Sezona 2006./07.:   |                                     |
| Njemačko prvenstvo: | Ulaz u Prvu njemačku rukometnu ligu |
| Njemački kup:       |                                     |

Füchse Berlin. je rukometni odjel kluba Reinickendorfer Füchse iz Berlina/  Njemačke i natječe se u  Prvoj njemačkoj rukometnoj ligi.

## Vanjske poveznice
- Službene stranice kluba